# 영번 아가씨 '81
"영번 아가씨 '81"(The 'No. 0' Hostess)는 한국에서 제작된 이상언 감독의 1981년 드라마 영화이다. 연규진 등이 주연으로 출연하였고 곽정환 등이 제작에 참여하였다.

## 출연

### 주연
- 연규진
- 조옥희
- 김소유
- 허진
- 김하림
- 김형자
- 홍성민
- 전양자
- 장고웅

## 기타
- 조명: 최입춘
- 녹음: 김병수
- 소품: 배영춘